# Hervé Falciani
Hervé Falciani (Montecarlo, Mònaco, 1972) és un enginyer de sistemes italofrancès que des de 2009 col·labora activament amb la justícia de diversos països aportant informació de suposats comptes de més de 130 000 evasors fiscals que podrien tenir diners en bancs suïssos, en concret amb informació que va sostreure quan treballava en la filial suïssa del banc HSBC. Aquesta informació es coneix com a llista Falciani; que ha provocat reaccions semblants al cas del periodista grec Kostas Vaxevanis. El febrer del 2017 el Tribunal Suprem Espanyol va validar la llista com a prova contra un conjunt de defraudadors.
Les autoritats suïsses demanaran a la Justícia espanyola l'extradició de Falciani, sent detingut el 4 d'abril de 2018 per la Policia Nacional espanyola. El jutge de l'Audiència Nacional, Diego de Egea, es negà a extradir-lo, deixant-lo en llibertat amb la condició de no eixir de la localitat de residència i comparèixer cada dilluns a la justícia espanyola. El seu advocat presentà un habeas corpus acusant la justícia espanyola d'haver comès una presumpta detenció il·legal.